# Димитър Пасков
 Тази статия е за българския фармаколог.  За музиканта вижте Димитър Пасков – Тигъра.  
Димитър Спасов Пасков е български лекар фармаколог, един от основоположниците на българската експериментална фармакология.

## Биография
Роден е на 18 октомври 1914 година в сярското българско село Горно Броди, Гърция. В 1927 година петчленното семейство на Спас Пасков се преселва в Пещера, България, където Спас Пасков работи като зидар. Димитър Пасков завършва непълна гимназия в Пещера и средно образование в Асеновград в 1934 година. В София той завършва Медицинския факултет на Софийския университет и започва своята практика като лекар в селата Козарско и Бяга, а по-късно е околийски лекар в Пещера, където остава до 1945 година. По време на Българско управление в Македония в годините на Втората световна война е в освободените земи. Носител е на орден „За храброст“.
В 1945 година Пасков става асистент в Медицинския университет в София. От 1957 година до 1959 година специализира в Ленинград, Съветския съюз, където в 1949 година защитава докторат при академик Сергей Аничков. Става кандидат на медицинските науки с откриването на лекарство в Съветския съюз, което остава съветска интелектуална собственост.
Пасков се завръща в България и в 1951 година става доцент в катедрата по фармакология и заместник директор на Института по експериментална медицина. През 1961 година става професор. Две години по-късно ръководи катедрата по фармакология при Висшия медицински институт в София, която оглавява до 1977 година. През 1959 година Димитър Пасков екстрахира антихолинестеразната съставка от листата и цветовете на блатното кокиче – алкалоид, който наричат галантамин. Изолирана в чист вид, тази съставка получава името Нивалин. Откритието на свойствата на блатното кокиче става случайно, когато докторът забелязва подобрение у момиче, болно от детски паралич, което без да иска изпива водата от чашка с кокичета, която родителите и са оставили на масата до леглото. Изследванията на Пасков върху луковицата на блатното кокиче започват още в 1950 година. В 1952 година заминава за Ленинград, където прави изследвания с лекарството върху различни парализи.
След завръщането си в България е обвинен в плагиатство, вероятно под съветски натиск, за да остане откритието съветска интелектуална собственост. Аничков и Михаил Машковски обаче защитават Пасков и признават заслугите му за открието на лекарството. Пасков е уволнен като ръководител в Института по експериментална медицина и академик Атанас Малеев – брат на Мара Малеева-Живкова, се обявява против връчването на Пасков на званието „Лауреат на Димитровска награда“. В 1961 година Пасков получава в Италия международната награда за постижения в науката „Еньо“. Получава и званието „Заслужил лекар на републиката“. Автор е на над 20 изобретения и оригинални лекарствени форми, учебници, проучвания на народната медицина. В 1977 година под натиск на Малеев, Пасков подава оставка и от ВМИ и до своята смърт работи в Базата за внедряване и развитие към „Софарма“. Умира на 19 април 1986 година в София.

## Памет
На професор Димитър Пасков е наречена улица в квартал „Симеоново“ в София (Карта).
Обявен е за личност на ΧΧ столетие на град Пещера.

## Външи препратки
- За катедрата по фармакология – исторически сведения и текст в памет на д-р Иван Маринов Крушков Архив на оригинала от 2021-02-25 в Wayback Machine.
- Статия във в-к „Дума“ от 09.01.2019 г.